# Donamaría
Donamaría (en euskera y oficialmente Donamaria) es un municipio de la Comunidad Foral de Navarra, España. Situado en la merindad de Pamplona, en la comarca de Alto Bidasoa y a 56 km de la capital de la comunidad, Pamplona. Su población en 2024 fue de 452 habitantes (INE).
El municipio está compuesto por los lugares de Gaztelu y Donamaría, este último formado por los barrios de Arce, Ascárraga e Igurín.

## Topónimo
Donamaría quiere decir Santa María en euskera. En el euskera moderno es más habitual utilizar la palabra santa por influencia del castellano, siendo dona una forma ya algo arcaica. La palabra vasca dona proviene a su vez de la latina domina (señora). De forma análoga santo se dice done, proveniente de domine (señor).
Lo normal es que en los pueblos vasco-navarros con nombre de santo exista una doble tradición romance y vasca; San Juan/Donibane, Santesteban/Doneztebe, San Sebastián/Donostia, San Millán/Donemiliaga, StPalais/Donapaleu. En ese sentido Donamaría es una excepción, ya que el nombre vasco del pueblo se utiliza también en castellano.
El municipio está compuesto por varios barrios, siendo la capital el de Donamaría (también llamado Uxarrea). Cuando se constituyó el municipio en 1845, tomó su nombre del barrio que constituyó su capital. Este núcleo toma su nombre de la iglesia parroquial de Santa María (Nuestra Señora de la Asunción).
Los nombres en castellano y euskera varían únicamente en su transcripción. En euskera se escribe sin tilde. Esta es la forma actualmente oficial.
Su gentilicio es donamariarra, aplicable al masculino y femenino.

## Símbolos

### Escudo
El escudo de armas del lugar de Donamaría tiene el siguiente blasón:

Trae de plata con una oveja terrazada de sinople y ante ella un pequeño arbolito de lo mismo, cortado de gules y un castillo de oro de tres torres almenadas.

El primer cuartel corresponde a Donamaría, mientras que el segundo es el blasón parlante de Gaztelu que en euskera significa castillo.

## Geografía

Ubicación del municipio de Donamaría en Navarra.

La localidad de Donamaría está situada en la parte Norte de la Comunidad Foral de Navarra, dentro de la región geográfica de la montaña de Navarra a una altitud de 177 m s. n. m. Su término municipal tiene una superficie de 23,83 km² y limita al norte con el municipio de Santesteban, al este con los de Bértiz-Arana y Baztán, al sur con el de Ulzama y al oeste con el de Oiz.

## Demografía
Donamaría cuenta con una población de 452 habitantes (INE 2024).
| Gráfica de evolución demográfica de Donamaría entre 1842 y 2021 |
| |
| Población de derecho según los censos de población del INE Población de hecho según los censos de población del INEEntre el censo de 1857 y el anterior, crece el término del municipio porque incorpora a 315041 (Gaztelu) |

### Núcleos de población
El municipio se divide en las siguientes entidades de población, según el nomenclátor de población publicado por el INE (Instituto Nacional de Estadística). Los datos de población se refieren a 2014
| Entidad de Población | Población (2014) |
| -------------------- | ---------------- |
| Donamaría            | 336              |
| Gaztelu              | 120              |

## Administración y política
| Partido político    | 2015  | 2015       | 2011 | 2011       | 2007 | 2007       | 2003  | 2003       | 1999  | 1999       | 1995  | 1995       |
| Partido político    | %     | Concejales | %    | Concejales | %    | Concejales | %     | Concejales | %     | Concejales | %     | Concejales |
| Herriarengatik      | 94,19 | 7          | —    | —          | —    | —          | 82,04 | 7          | 58,97 | 4          | 59,03 | 4          |
| Herriko Taldea (HT) | —     | —          | —    | —          | —    | —          | —     | —          | 41,03 | 3          | 40,35 | 3          |

| Periodo   | Nombre                     | Partido        |
| --------- | -------------------------- | -------------- |
| 2003-2007 | Ricardo Sagaseta Andiarena | Herriarengatik |
| 2007-2011 | Ricardo Sagaseta Andiarena |                |
| 2011-2015 | Mikel Arregi Mindegia      |                |
| 2015-2019 | María Teresa Urroz         | Herriarengatik |
| 2019-2023 | Natalia Rekarte Oteiza     | Herriarengatik |
| 2023-act. | Natalia Rekarte Oteiza     | Herriarengatik |

## Monumentos

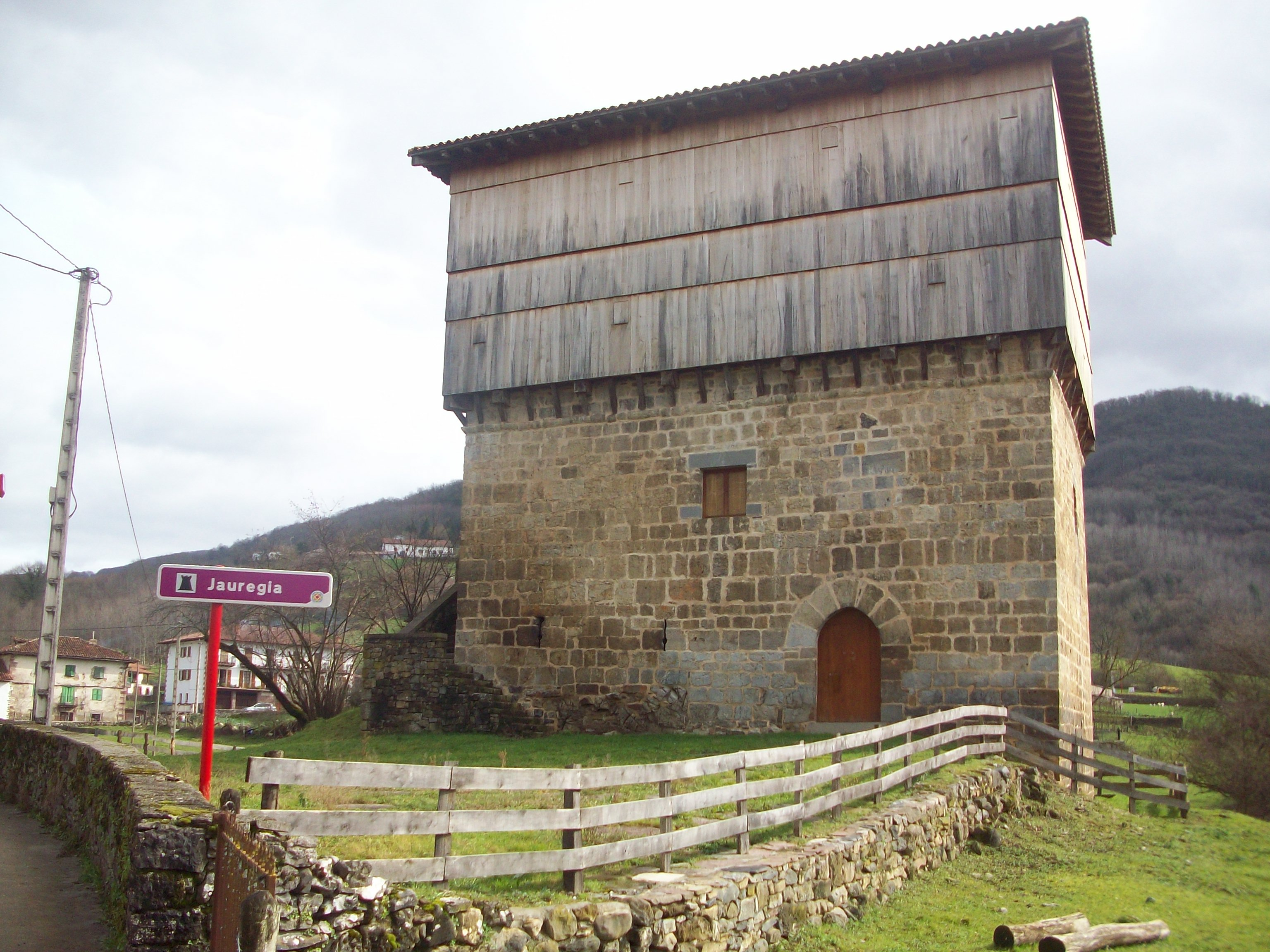
Jaureguía o Casa torre.

### Monumentos religiosos
- Iglesia de Nuestra Señora de la Asunción con una torre campanario de forma cilíndrica y cubierta cónica. La iglesia tiene planta de cruz.
- Iglesia de Santo Domingo de Gaztelu.
- Convento de las Carmelitas descalzas.

### Monumentos civiles
- Casa torre Jaureguía documentada en el año 1.488 es una casa torre medieval, de estilo gótico, construida en el acceso principal de la localidad. La principal función de este edificio en los siglos XIV y XV fue la de la vigilancia. La construcción se caracteriza por la utilización de piedra en su parte inferior y de madera en la superior. La parte baja y el primer piso están realizadas en sillería de caliza , en sus muros  abren aspilleras. Los pisos superiores forman un cadalso  de madera  con pequeñas ventanas cerradas. La planta es cuadrada y está cubierta por un tejado a cuatro aguas. Fue declara Declarada Bien de Interés Cultural en el año 2000 y restaurada en el 2001.[14]

A partir del siglo XVI se utilizó como vivienda, uso que mantuvo hasta entrado el siglo XXI, en la parte baja del edificio se ubicó la cuadra, mientras que en el primer piso, la vivienda y en el cadalso, que ocupa el segundo y tercer piso, el granero y pajar.

## Cultura

### Fiestas
- Fiesta patronal de Gaztelu: Santo Domingo. Día 4 de agosto.
- Fiesta patronal de Donamaría: Nuestra Señora de la Asunción. Día 15 de agosto.